# Yo tengo fe
 Yo tengo fe  es una película de Argentina filmada en Eastmancolor dirigida por Enrique Carreras sobre su propio guion escrito en colaboración con Rodolfo Manuel Taboada  según el argumento de Rodolfo Manuel Taboada que se estrenó el 18 de julio de 1974 y que tuvo como actores principales a Palito Ortega, Santiago Bal, Ricardo Morán y Tono Andreu.

## Sinopsis
La trayectoria de Palito Ortega desde su llegada a Buenos Aires hasta su triunfo como cantante.

## Reparto
- Palito Ortega … Martín Ríos
- Santiago Bal …Tino Llanos
- Ricardo Morán …Ezequiel Andrade
- Tono Andreu …Rosiglione
- Rodolfo Onetto …El Griego
- Claudia Cárpena …Delia
- Mario Sánchez …Rosauro
- Luis Sandrini …Él mismo
- Malvina Pastorino …Ella misma
- Guillermo Brizuela Méndez …Él mismo
- Tito Mendoza …Cafetero
- Raúl Fraire
- Luis E. Corradi …Diputado Bernárdez
- Carlos Fioriti …Samuel
- Héctor Fuentes …Fermín Andrade
- Pablo Cumo
- Rubén Horacio Bayón
- Héctor Biuchet …Asistente de Martín
- Roberto Carnaghi …Policía
- Miguel Jordán …Hombre en Comité
- Olga Zubarry …Ella misma
- Nelly Prince …Ella misma

## Comentarios
Noticias escribió:

”Narración entretenida con situaciones engañosas. Los sucesivos triunfos de Palito aparecen como éxitos puramente individuales ignorando etapas importantes del cantante, como la que transcurrió en el Club del Clan.”

La Nación opinó:

”Este trabajo sin pretensiones, tiene el mérito de la sinceridad.”

Manrupe y Portela escriben:

”La biografía ¡ en vida ! de Palito Ortega, pero con nombre cambiado  Sin la menor intención documental resulta entretenida. Incluye la reconstrucción de una villa miseria, en un buen trabajo de escenografía y escenas de pánico en los bombardeos a Plaza de Mayo en junio de 1955.”